# نادر ساری‌باجاک
نادر ساری‌باجاک (ترکی استانبولی: Nadir Sarıbacak؛ زادهٔ ۱۴ سپتامبر ۱۹۷۷) هنرپیشه اهل ترکیه است.
از فیلم‌ها یا برنامه‌های تلویزیونی که وی در آن نقش داشته‌است می‌توان به کیهان، خواب زمستانی اشاره کرد.